# Jennifer Serrano
Jennifer (beter bekend onder de naam Jenny) is een Spaanse zangeres en mede bekend vanwege haar deelname aan het Eurovisiesongfestival 2006 namens Andorra.

## Biografie
Jenny werd geboren in het Spaanse Asturias, en studeerde muziek in de stad Barcelona. Ze werd begeleid door Helen Rowson. Jennifer is een relatief nieuwe artieste in zowel Spanje als Andorra. Tot op heden heeft Jennifer nog weinig commercieel succes in beide landen gehad.

## Eurovisiesongfestival
Na twee jaren waarin Andorra op het Eurovisiesongfestival een zeer teleurstellend resultaat had behaald, werd Jennifer begin 2006 verkozen om Andorra te gaan vertegenwoordigen op het Eurovisiesongfestival 2006. Dat gebeurde na een strenge en grote voorselectie, die de omroep RTVA een kijkcijferhit opleverde. Jenny trad in die voorronde aan met het lied Sense Tu en bleek uiteindelijk de populairste van de 44 kandidaten. Ze werd vergeleken met populaire artiesten als Sam Brown en Anastacia.
Al gauw kwam er echter ook stevige kritiek op het nummer. De schrijver ervan was namelijk ook verantwoordelijk geweest voor de weinig succesvolle inzending van een jaar eerder. Bovendien werd de tekst gezongen in het Catalaans, een taal die vrijwel niemand in Europa verstaat, en dus niet garant stond voor succes. Al tweemaal eerder was Andorra op het songfestival afgestraft met een Catalaanstalig nummer. Critici wezen erop dat kleine landen als Andorra beter in het Engels of Frans kunnen aantreden, om kans te maken op een goed resultaat bij het Eurovisiesongfestival. Dat deze kritiek een kern van waarheid bevatte, werd bewezen in Athene, waar het songfestival plaatsvond en de corpulente Jenny met haar schaars geklede danseressen niet door de halve finale heenkwam. Met slechts 8 punten eindigde Andorra op de allerlaatste plaats.